# Thomas Andreas Aspelin
Thomas Andreas Aspelin, född 29 september 1767 i Ystad, död 23 augusti 1836 på Dåvö säteri, var en svensk företagare och riksdagsman. Han var vid sin död en av Sveriges rikaste män.[källa behövs] Industrimannen Thomas Aspelin var hans son och industrimannen Christian Aspelin var hans sonson.

## Biografi
Tomas Andreas Aspelin var son till guldsmeden Jonas Aspelin i Brösarp och Ingeborg Wahlberg från Simrishamn. Han gick i skolan i Ystad och blev student vid Lunds universitet 1784. Han studerade där språk under åren 1785–1786 och inriktade sig på att ägna sig åt handel. 
Aspelin blev kontorist i Göteborg och sedan grosshandlare i Stockholm och bedrev till en början ett sockerbruk. Den 29 januari 1810 övertog han Håkan Apelgrens tobaksfabrik som hade sin verksamhet efter 1780 i kvarteret Stenbocken (dåvarande Bocken) på Södermalm. Där utvecklade han tobaksfabriken TH.A. Aspelins som blev under hans son, Thomas, Sveriges största och på 1850-talet övertogs av Brinck, Hafström & Co.
Aspelin förvärvade 1815 Svindersvik och ägde även genom sin hustru Lousie Dybeck Dåvö säteri som hon ärvt efter sin far sockerbruksägaren Christian Dybeck. Aspelin var riksdagsman i borgarståndet för Stockholm vid riksdagarna 1823 och 1828/30. Vid båda riksdagarna var han ledamot i hemliga utskottet och statsutskottet, år 1823 även i det förstärkta konstitutionsutskottet.
Efter Thomas Andreas Aspelins död uppstod en vidlyftig arvsprocess mellan Dybecks lagliga arvingar och Thomas Aspelins änka och barn. Striden varade i 16 år och väckte stor uppmärksamhet i Sverige. Aspelins bouppteckning omfattade totalt 1 268 982 kronor, vilket gjorde honom till en av Sveriges rikaste personer.